# Курманка
Ку́рманка — деревня в муниципальном округе Заречный Свердловской области России.

## Географическое положение
Деревня Курманка расположена в 5 километрах по прямой и в 7 километрах по автодороге к юго-западу от города Заречного, на правом берегу реки Камышенки (правого притока реки Пышмы), в 2 километрах от устья. В 2,5 километрах к югу от деревни проходит автодорога Екатеринбург — Тюмень (часть федеральной автодороги М12 «Восток»), в 3,5 километрах к югу-западу расположен остановочный пункт Курманка Свердловской железной дороги.

## История деревни
Деревня была основана в 1648 году староверами, выходцами из новгородских земель. В XIX веке местный крестьянин Степан Мошкин обнаружил железную руду, началась промышленная добыча руды, которая осложнялась близостью реки Пышмы. Добыча руды, организованная екатеринбургскими купцами Ошурковыми, неоднократно останавливалась, а шахты затоплялись водой. Разработка добычи осуществлялась до 1917 года, в советское время выпускался кирпич-плитняк. С 1930-х годов разрабатывался каменно-щебёночный карьер.

## Население
| 2002 | 2010 |
| ---- | ---- |
| 881  | ↘875 |

## Известные уроженцы
В Курманке родились:
- Андрей Михайлович Ефимов — театральный режиссёр, актёр, художник театра кукол, композитор, драматург, заслуженный артист России.
- Олег Васильевич Зырянов — доктор филологических наук, профессор, литературовед, поэт.